# 普热瓦尔斯基山脉
普热瓦尔斯基山脉（俄语：Горы Пржевальского）或大尖山（俄语：Горы Дадян-Шань）是锡霍特山脉中部的山脉，属滨海边疆区，最高点雷萨亚山海拔1,241米。